# Комицијано
Комицијано (итал. Comiziano) је насеље у Италији у округу Напуљ, региону Кампанија.
Према процени из 2011. у насељу је живело 765 становника. Насеље се налази на надморској висини од 74 м.

## Становништво
| 1931. | 1936. | 1951. | 1961. | 1971. | 1981. | 1991. | 2001. | 2011. |
| ----- | ----- | ----- | ----- | ----- | ----- | ----- | ----- | ----- |
| 1.409 | 1.521 | 1.631 | 1.613 | 1.523 | 2.141 | 2.009 | 1.769 | 1.842 |